# Eubaphe orfilai
Eubaphe orfilai är en fjärilsart som beskrevs av Fletcher 1954. Eubaphe orfilai ingår i släktet Eubaphe och familjen mätare. Inga underarter finns listade i Catalogue of Life.